# 얼라인
얼라인(ALIGN, 臬羅因)은 "목표에 정렬하다"라는 비즈니스 개념으로 "어떤 문제를 해결하기 위해 다양한 요소를 융합하여 목표에 정렬된 무엇인가를 계획하고 실행하는 데 효율적인 어프로치"이다.  또한, 얼라인 역량(ALIGN Competency, 力量)은 얼라인 어프로치를 통해 높은 성과를 내는 사람들이 가지고 있는 공통적인 특징으로 후천적인 노력으로 개발될 수 있는 역량이다. 얼라인 역량은 특히 융합시대에 매우 중요한 핵심역량으로 볼 수 있다.

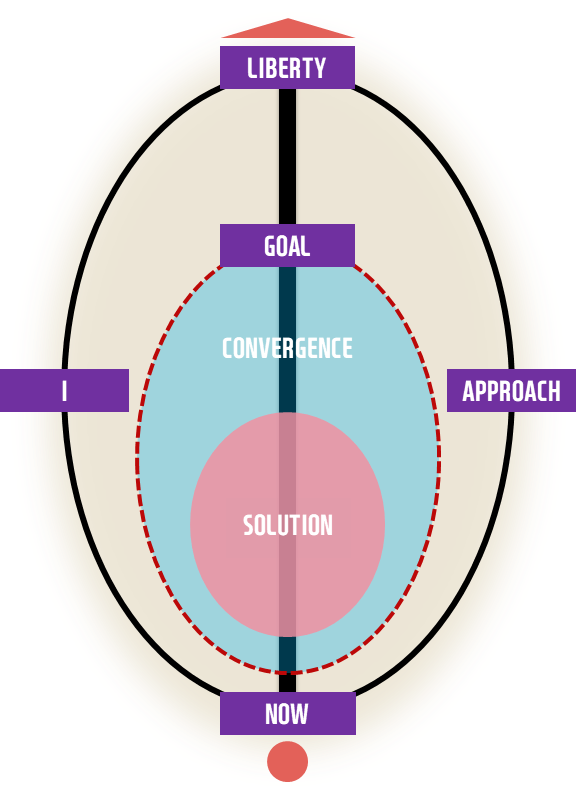
얼라인 아키텍처

## 얼라인의 정의
얼라인은 "인간이 자유를 위해 현재의 나를 중심으로 목표에 정렬하여 다양한 요소를 융합(Convergence, 融合)하고, 솔루션을 창조(創造)하여 목적의식적인 실행으로 높은 성과를 내는 어프로치"이다.

## 동의어
얼라인은 영어의 Alignment의 동사형 Align으로 일반적으로 생각할 수 있다. 그런데 한자에서도 그 뜻을 찾아볼 수 있다.
- ALIGN: 정렬하다. 목적이나 목표에 정렬하다(Align with goal or objective)

- 臬羅因: 얼(목표, 과녁, 표준), 라(일을 계획하여 시작하거나 펼쳐 놓다), 인(말미암다, 원인을 이루는 근본이 되다)[1]

## 인생의 가치
사람은 그 긍정적인 바탕에 흐르는 선한 심성에 기초하여  인생에 대하여 얼라인의 관점에서 해석하고 구조화한다면 "사람은 자신과 세상에 이로운 구체적인 목표를 세우고 세상에 있는 자원을 융합하여 더 좋은 솔루션을 개발하고 실행하며 바로 지금 이 순간을 자유롭게 사는 것이 행복한 삶이다"라고 할 수 있다. 그리고 이 정의를 전제로 한다면 자신만의 행복한 삶의 길을 찾아가는데 "얼라인"을 효율적으로 활용할 수 있다.

## 비즈니스의 가치
얼라인은 3차 산업혁명 시대에 "Business IT Alignment"와 4차 산업혁명 시대에 "Business AIoT Alignment"로 활용되어 비즈니스 성공에 결정적인 역할을 하고 있다. 이미 얼라인먼트는 IT가 비즈니스 목표에 정렬하여 비즈니스 성과에 미치는 지표로 활용된 바 있다. "Alignment is the capacity to demonstrate a positive relationship between information technologies and the accepted financial measures of performance."
얼라인은 목표에 정렬케 하는 강력한 도구이다.

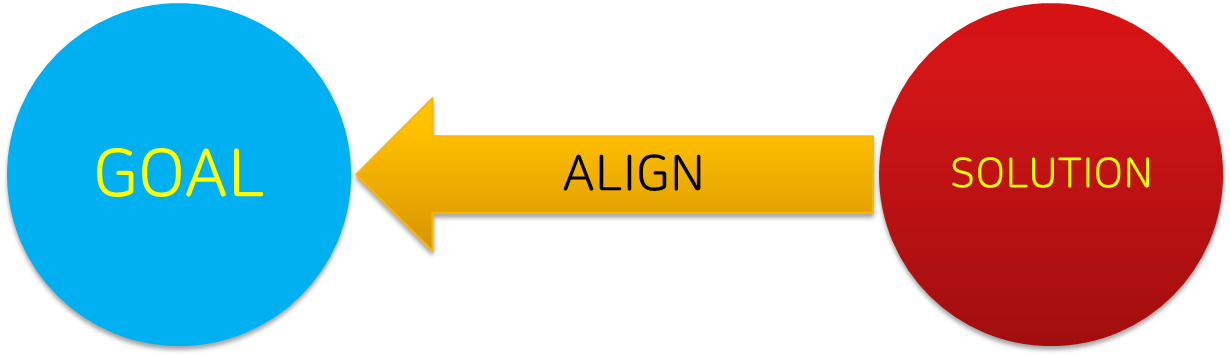
Goal Align Solution

얼라인은 “정렬하다”라는 사전적 의미가 있는데, 여기서는 “목표에 정렬된 솔루션을 창조하고 집중된 실행으로  높은 성과를 만들다”라는 의미로 사용하고 있다. 목표는 개인, 가정, 기업, 사회, 민족, 국가 등의 단위로 나누어질 수 있다. 이들 단위 중 사회적 단위라 할 수 있는 기업체, 공공기관, 학교 그리고 연구소 등은 “조직”이라는 개념으로 통일되어 일컬을 수 있기에 여기에서는 공통으로 사용할 수 있는 “조직”이라는 용어를 사용하고, “목표”는 “조직의 목표”로 통일하기로 한다. 그러므로 얼라인을 다시 정리하면 “얼라인은 개인이나 조직의 목표에 정렬된 솔루션을 창조하고 집중적으로 실행하다”로 정의할 수 있겠다. 즉, 얼라인된 솔루션을 개발하는 것과 개발된 솔루션에 대하여 얼라인된 실행을 하는 것이다.
이처럼 얼라인은 모든 사람이 할 수 있는 것으로 목표에 정렬된 솔루션을 창조하고 실행하는 지극히 단순한 원리이다. 이러한 단순함이 혼란을 줄이고 실천성을 극대화하여 더욱 경쟁력 있게 우리를 안내할 것이며 지속적인 경쟁 우위를 보장할 것이다.
또한, 앞으로의 부가가치와 경쟁우위는 융합기술에

## 얼라인 요소
얼라인의 요소(Elements)는 얼라인(ALIGN)의 스펠링으로 구성되어 있다. 어프로치(Approach)의 A, 자유(Liberty)의 L, 목적(Goal)의 G, 지금(Now)의 N 그리고 그 중간에 “나”란 의미의 I이다. 이 다섯 가지의 요소는 얼라인의 동인(Driver)이자 목표를 설정하고 어프로치를 융합하며 솔루션을 창조하고 정렬된 선택을 하는데 고려되는 변수(Variable)들이다. 어프로치의 'A'는 세상과 상호작용하는 접근방식이라는 총체적인 개념으로 사람이 세상을 바라보는 시각과 자세 등을 포괄하여 생각해야 한다. 자유의 'L'은 관계되는 자연과 사회 그리고 사람간의 관계에서의 자유를 의미한다. 또한, 목적의 'G'는 개개인의 꿈이나 조직의 목표 그리고 나라와 민족의 비전 등의 요소이며, 지금의 'N'은 시간과 타이밍의 요소이다. 마지막으로 나란 의미의 'I'는 자주적인 존재인 ‘나’라는 특별한 정체정의 ‘Identity’라는 개념이다.

## 얼라인의 구조

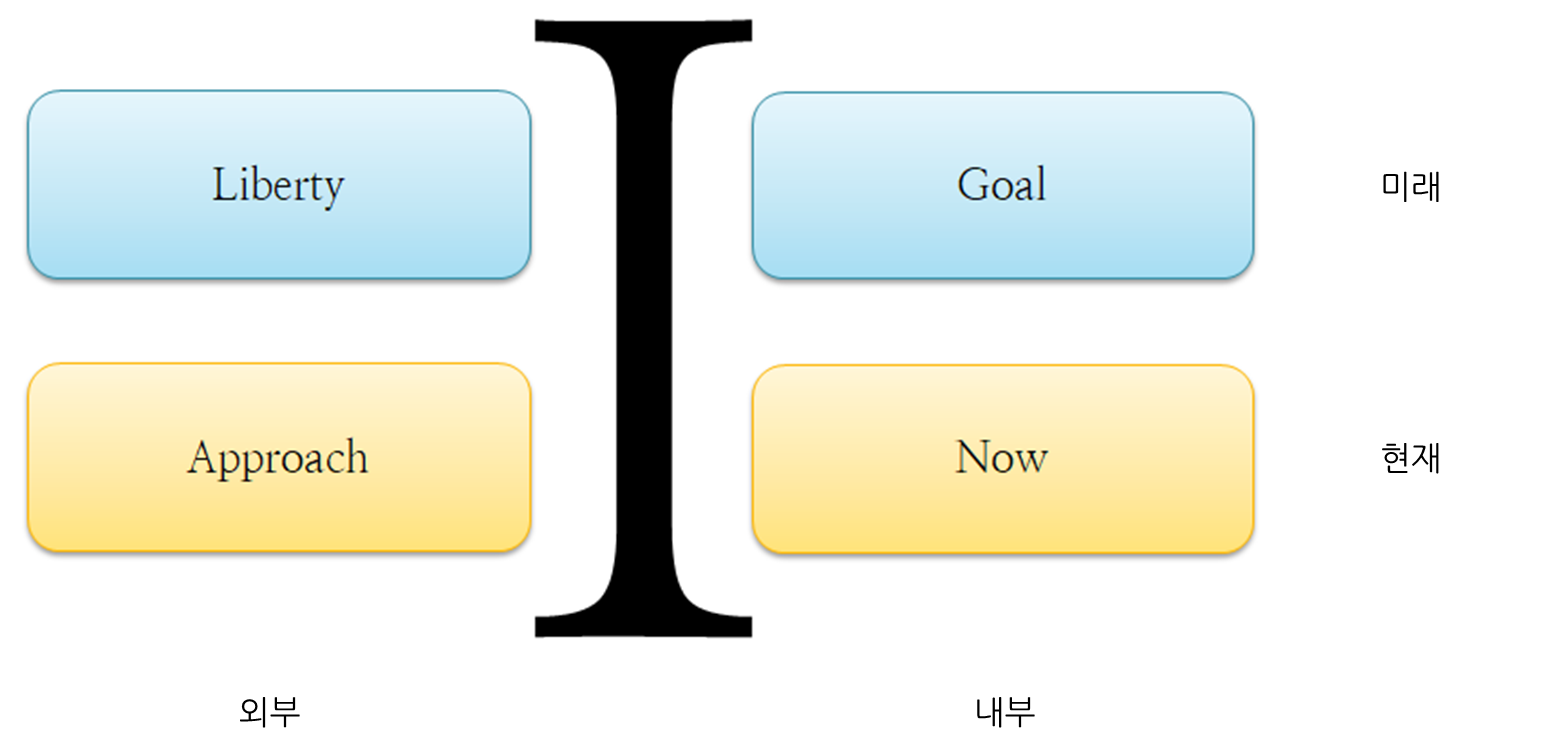
얼라인 구조

얼라인의 구조는 나인 “I”를 중심으로 하여 내부와 외부, 그리고 현재와 미래로 나눌 수 있다. 내부는 자신이 통제할 수 있고 자신의 의지와 관련되어 있으며, 외부는 나와 관련은 있지만 목표를 위해 고려하고 상호작용해야 하는 외부의 환경이다. 그리고 미래는 궁극적 지향과 당면한 목적을 상징하며, 현재는 나를 포함한 현재의 환경에서 그 지향과 목표를 향해 실천하는 부분으로 구성되어 있다.